# Бюттштедт
Бюттштедт (нім. Büttstedt) — громада в Німеччині, розташована в землі Тюрингія. Входить до складу району Айхсфельд. Складова частина об'єднання громад Вестервальд-Оберайхсфельд.
Площа — 7,53 км2. Населення становить 878 ос. (станом на 31 грудня 2021).

## Галерея

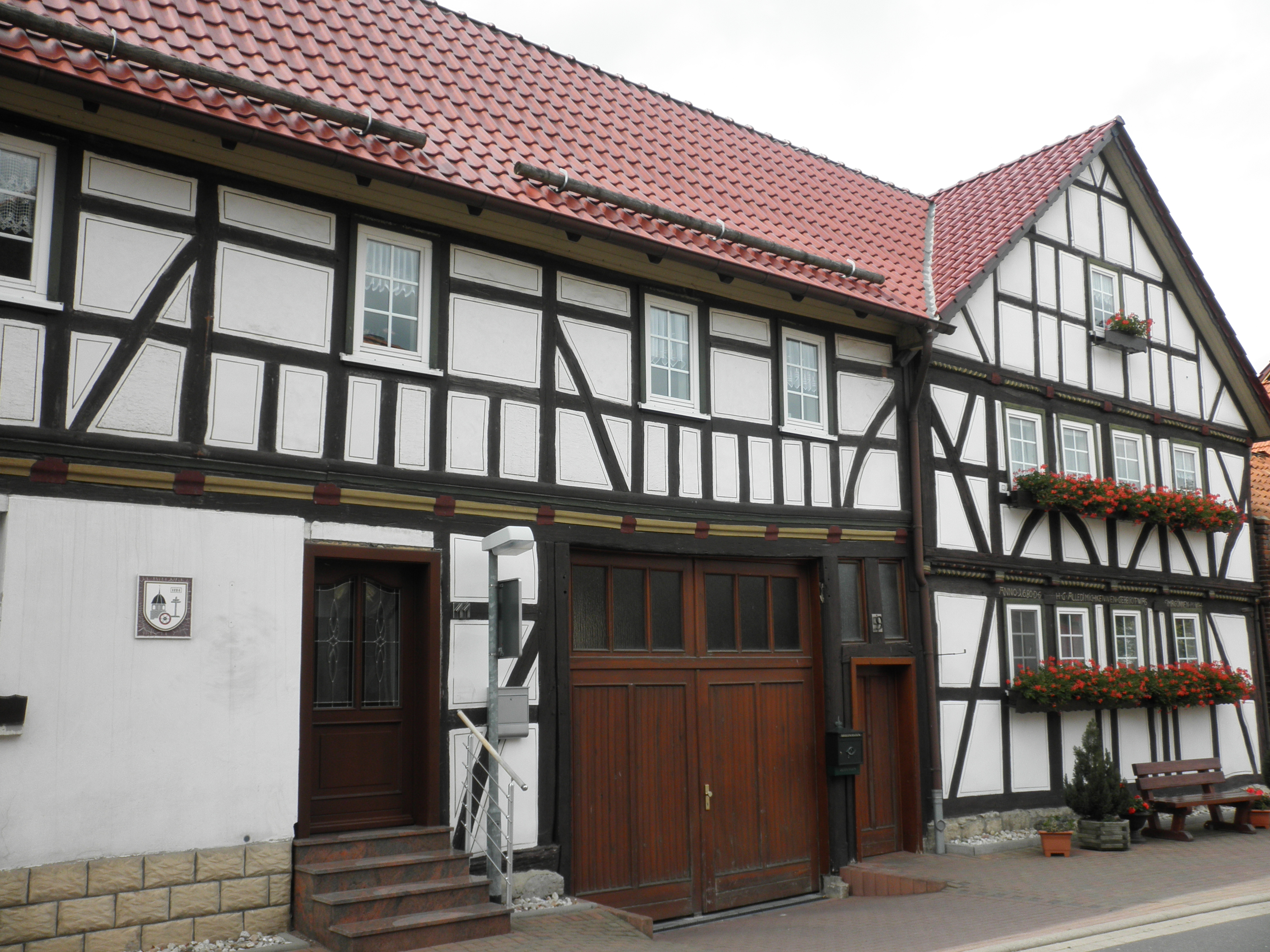
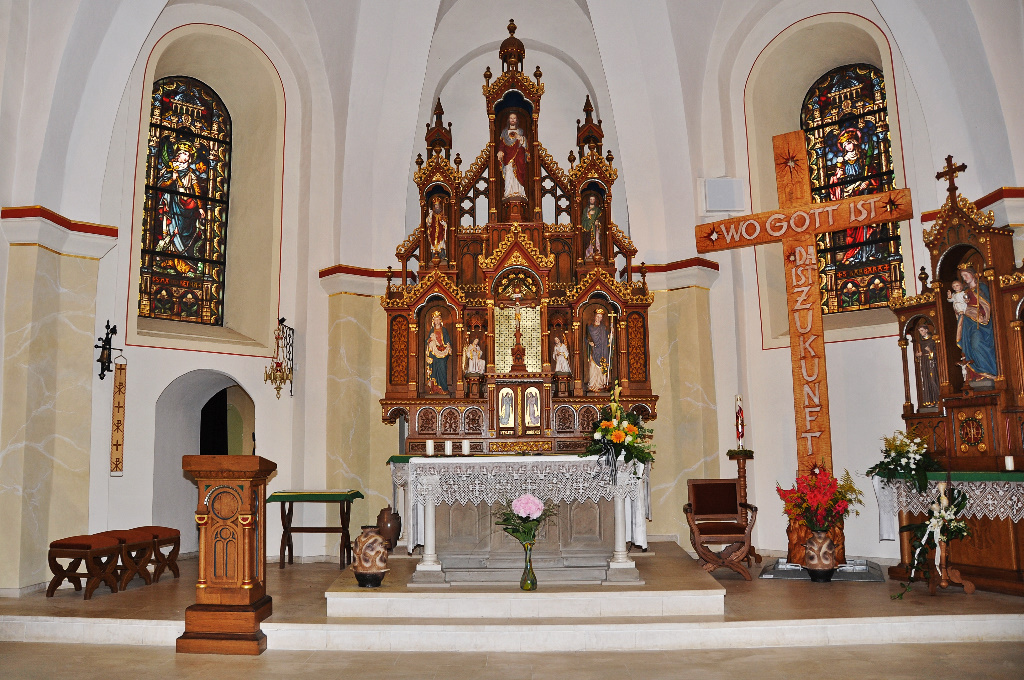